# 27. december
27. december er dag 361 i året i den gregorianske kalender (dag 362 i skudår). Der er 4 dage tilbage af året.
Dagen er 3. juledag og navngivet efter evangelisten Johannes.

### Begivenheder
Født - Dødsfald
- 537 - Opførelsen af Hagia Sophia fuldføres.
- 1831 - Den engelske naturvidenskabsmand Charles Darwin sejler ud på sin store ekspedition med HMS Beagle.
- 1904 - Verdens første statsstøttede teater, Abbey Theatre i Dublin, åbner med 2 korte stykker, ét af Yeats og ét af Lady Gregory.
- 1904   - James Barries stykke Peter Pan har premiere i London.
- 1908  - Et jordskælv ved Messina på Sicilien ødelægger byen, og 83.000 mennesker bliver dræbt.
- 1927 - Lev Trotskij udstødes af det kommunistiske parti på foranledning af Josef Stalin.
- 1934 - Den persiske regering beslutter, at landet Persien for fremtiden skal hedde Iran.
- 1945 - Verdensbanken oprettes ved underskrivningen af aftalen mellem 28 nationer.
- 1949 - Dronning Juliana 1. af Nederlandene underskriver en overenskomst, der giver Indonesien uafhængighed, med Achmed Sukarno som præsident.
- 1978 - Spanien bliver et demokrati efter 40 år med diktatorisk styre.
- 1979 - Sovjetunionen overtager ledelsen af Afghanistan.
- 1985 - Palæstinensiske terrorister angriber lufthavnene i Rom og Wien og skyder på passagerer og besætningsmedlemmer fra El Al. 18 mister livet, og 119 såres

### Født
- 1555 - Johann Arndt, tysk teolog og salmedigter (død 1621).
- 1571 - Johannes Kepler, tysk astronom og matematiker (død 1630).
- 1654 - Jakob Bernoulli, schweizisk matematiker (død 1705).
- 1717 - Pius 6., italienskfødt pave (død 1799).
- 1773 - George Cayley, engelsk ingeniør og opfinder (død 1857).
- 1794 - Christian Albrecht Bluhme, dansk jurist, politiker og minister (død 1866).
- 1822 - Louis Pasteur, fransk kemiker og bakteriolog (død 1895).
- 1867 - Johannes Larsen, dansk maler og grafiker (død 1961).
- 1872 - Georg Høeberg, dansk komponist og dirigent (død 1950).
- 1901 - Marlene Dietrich, tysk skuespiller (død 1992).
- 1925 - Michel Piccoli, fransk skuespiller (død 2020).
- 1926 - Kjeld Rasmussen, dansk advokat og tidligere borgmester (død 2018).
- 1929 - Anker Taasti, dansk skuespiller (død 2006).
- 1931 - Scotty Moore, amerikansk rock-guitarist (død 2016).
- 1939 - Christer Glenning, svensk tv-vært og motorjournalist (død 1998).
- 1947 - Kjeld Kirk Kristiansen, dansk direktør for LEGO.
- 1948 - Gérard Depardieu, fransk skuespiller.
- 1951 - Ernesto Zedillo, mexikansk præsident.
- 1958 - Morten Stig Christensen, dansk håndboldspiller og tv-sportschef (død 2024).
- 1960 - Maryam d'Abo, engelsk skuespillerinde.
- 1963 - Claus Meyer Nielsen, dansk kok, forfatter og cand.merc.int.
- 1977 - Niels Rosenfeldt, dansk jazzmusiker.
- 1988 - Hera Hilmar, islandsk skuespillerinde.

### Dødsfald
- 1802 - Jens Juel,  dansk maler (født 1745).
- 1923 - Gustave Eiffel, fransk ingeniør og arkitekt (født 1832).
- 1974 – Amy Vanderbilt, amerikansk forfatter (født 1908).
- 1981 - Hoagy Carmichael, amerikansk komponist og sanger (født 1899).
- 1997 - Poul Ørum, dansk forfatter (født 1919).
- 2002 - George Roy Hill, amerikansk filminstruktør (født 1922).
- 2007 - Benazir Bhutto, pakistansk politiker (født 1953).
- 2007 - Jaan Kross, Estlands store forfatter (født 1920).
- 2012 - Norman Schwarzkopf, amerikansk general, der befriede Kuwait (født 1934)
- 2016 - Carrie Fisher, amerikansk skuespillerinde og forfatter (født 1956).
- 2018 - Børge Ring, dansk instruktør (født 1921).

|  | Denne datoartikel kan blive bedre, hvis der indsættes et (bedre) billede Du kan hjælpe ved at afsøge Wikimedia Commons for et passende billede eller uploade et godt billede til Wikimedia Commons iht. de tilladte licenser og indsætte det i artiklen. |